# Samedan
Samedan () est une commune suisse de 2 996 habitants du canton des Grisons, située dans la région de Maloja dont elle est la capitale, desservie par la gare de Samedan sur le réseau des Chemins de fer rhétiques et par l'aérodrome de Samedan-Engadin.

## Histoire

Photo aérienne (1954)

Samedan est mentionnée pour la première fois en 1139 sous le nom de Samaden (In Zuze et in Samadene), puis en 1156 (coloniam de Samadn). En 1334, elle est mentionnée comme Semeden, en 1367 comme Semaden, en 1498 comme Sumada et en 1527 comme Sameden. 
Le nom de Samaden, encore courant aujourd'hui en Vallader et en allemand, est devenu le nom officiel de la municipalité en 1943 avec la forme indigène en Haut-engadinois de Samedan</img> . La prononciation, très répandue chez les étrangers en mettant l'accent sur la syllabe finale, est basée sur l'analogie avec Parpan, Ftan, etc.. 
Les preuves structurelles les plus anciennes sont la chapelle Saint-Pierre (environ 650), la chapelle Antonius de 1250, une tour résidentielle dans la partie supérieure du village de 1288 et la chapelle Sebastian de 1300 qui a été mentionnée pour la première fois en 1501. Depuis 1462, Samaden était le siège du tribunal inférieur de Sur Funtauna Merla et était l'une des trois grandes paroisses de la Haute-Engadine. En 1491, l'église Saint-Pierre de style gothique tardif, a été ajoutée à la tour romane de la chapelle Antonius. Pendant la Guerre de Souabe de 1499, le village a été dévasté par un incendie. La Réforme protestante a été introduite en 1550 après que le réformateur italien Pier Paolo Vergerio eut prêché dans la chapelle Sebastian à partir de 1549. En 1551, les offices catholiques furent abolis. Après 1860, la proportion de la population catholique augmente fortement à nouveau pour atteindre un peu moins de 40 % aujourd'hui. En 1864, le père capucin Hilarion de Bivio lit la première messe catholique. En 1911, l'église catholique du Sacré-Cœur de Jésus est construite dans un style néo-roman, et en 1914, la chapelle Saint-Sébastien est démolie, qui pouvait être utilisée par les catholiques depuis 1892. 
Du XVIe au XIXe siècle, les familles de Salis et de Planta ont construit des bâtiments représentatifs. Ils avaient acquis richesse et prospérité grâce à des mandats politiques dans les Grisons, l'émigration et les services extérieurs. 
Le premier hôpital est  mentionné en 1812, et l'hôpital du district de Haute-Engadine est construit en 1895. L'emplacement stratégiquement favorable du village a permis aux échanges et au commerce de se développer. Le tourisme, qui a commencé à émerger en 1830, a conduit à la construction d'hôtels, de campings, d'une église anglaise de style néo-gothique (en 1872 ; démolie en 1965), d'un terrain de golf (1893) et du funiculaire du Muottas Muragl (1907). En 1888, une centrale électrique est construite. 
Avec l'ouverture de la Ligne de l'Albula en 1903, le village a une connexion ferroviaire et devient le carrefour le plus important de l'Engadine. Après la grande crue de l'Inn, des barrières fluviales sont érigées à partir de 1920 pour protéger le village ; la rivière Flaz a été déplacée sur le côté droit de la vallée pour la dernière fois en 2004. L'aérodrome a commencé à fonctionner en 1937. Lorsque plusieurs bombes ont été larguées d'avions américains le 1er octobre 1943, la Chesa Planta a été endommagée. La même année, la fondation familiale des Planta (Fundaziun de Planta), consacrée à la culture rhéto-romane, est créée. L'établissement d'enseignement protestant, aujourd'hui Academia Engiadina, a également été ouvert. 
Après la Seconde Guerre mondiale, les infrastructures communales, régionales et cantonales se sont développées et de nouveaux quartiers ont été créés autour du village. Le village agricole roman s'est transformé en centre de services contemporain en quelques décennies.

## Blason
Blason : En noir, un dieu fluvial doré (jaune) avec une rame dorée et un récipient à eau.
L'image du sceau de la communauté se limite au motif principal.

## Géographie

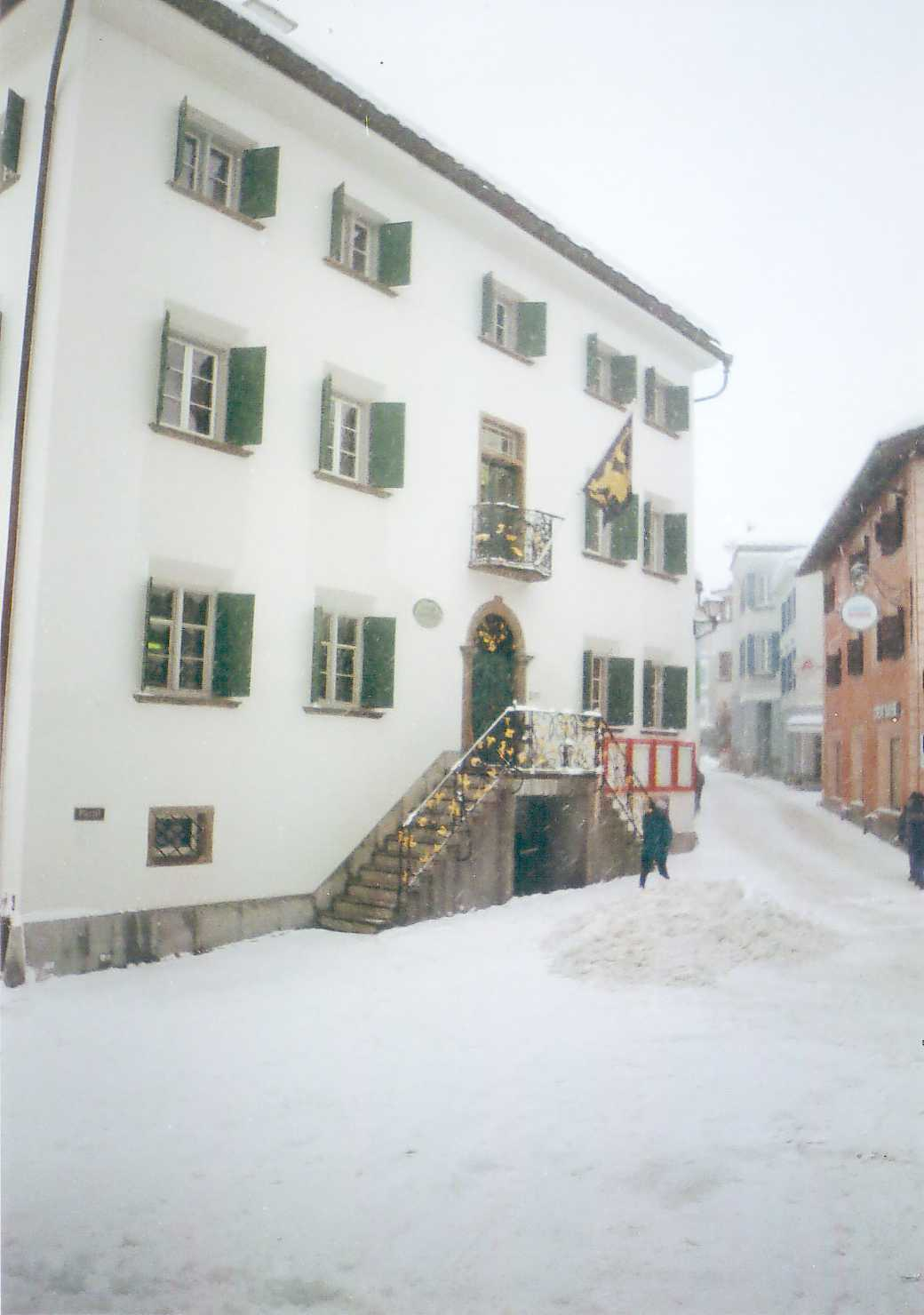
Hôtel de ville de Samedan en hiver.

Samedan est située en Haute-Engadine, sur la rive gauche de l'Inn (rivière), au nord de Saint-Moritz et se trouve à l'ouest du Piz Ot qui la domine à 3 246 m. Elle est à l'extrémité ouest d'un plateau où convergent l'Inn et le Flaz venant de Pontresina. Elle est à 6 km de Saint-Moritz, 55 km de Tirano, 73 km de Coire et 130 km de Lugano.
Selon l'enquête de 2004/09, Samedan a une superficie de 113,8 km2. Environ 15,5 % de cette superficie sont utilisés à des fins agricoles, tandis que 9,7 % sont boisés. Sur le reste des terres, 1,9 % sont habités (bâtiments ou routes) et 72,9 % sont des terres improductives. Au cours des décennies 1979/85-2004/09, la quantité de terres colonisées a augmenté de 34 ha et les terres agricoles ont diminué de 120 ha.
Avant 2017, la municipalité était située dans le sous-district d'Oberengadin du district de Maloja dans la vallée centrale de l'Engadine. Depuis 2017, elle fait partie de la région de Maloja. Elle se compose du village de Samedan et du hameau de Punt Muragl, de la partie supérieure du Val Bever ainsi que d'une enclave qui comprend la quasi-totalité du Val Roseg, une vallée entourée des plus hautes montagnes du canton : les Piz Bernina (4 049 m ) à la frontière avec Pontresina, Piz Scerscen (3 971 m) et Piz Roseg (3 937 m), tous deux à la frontière avec Lanzada. Jusqu'en 1943, Samedan était connu sous le nom de Samaden.

## Climat

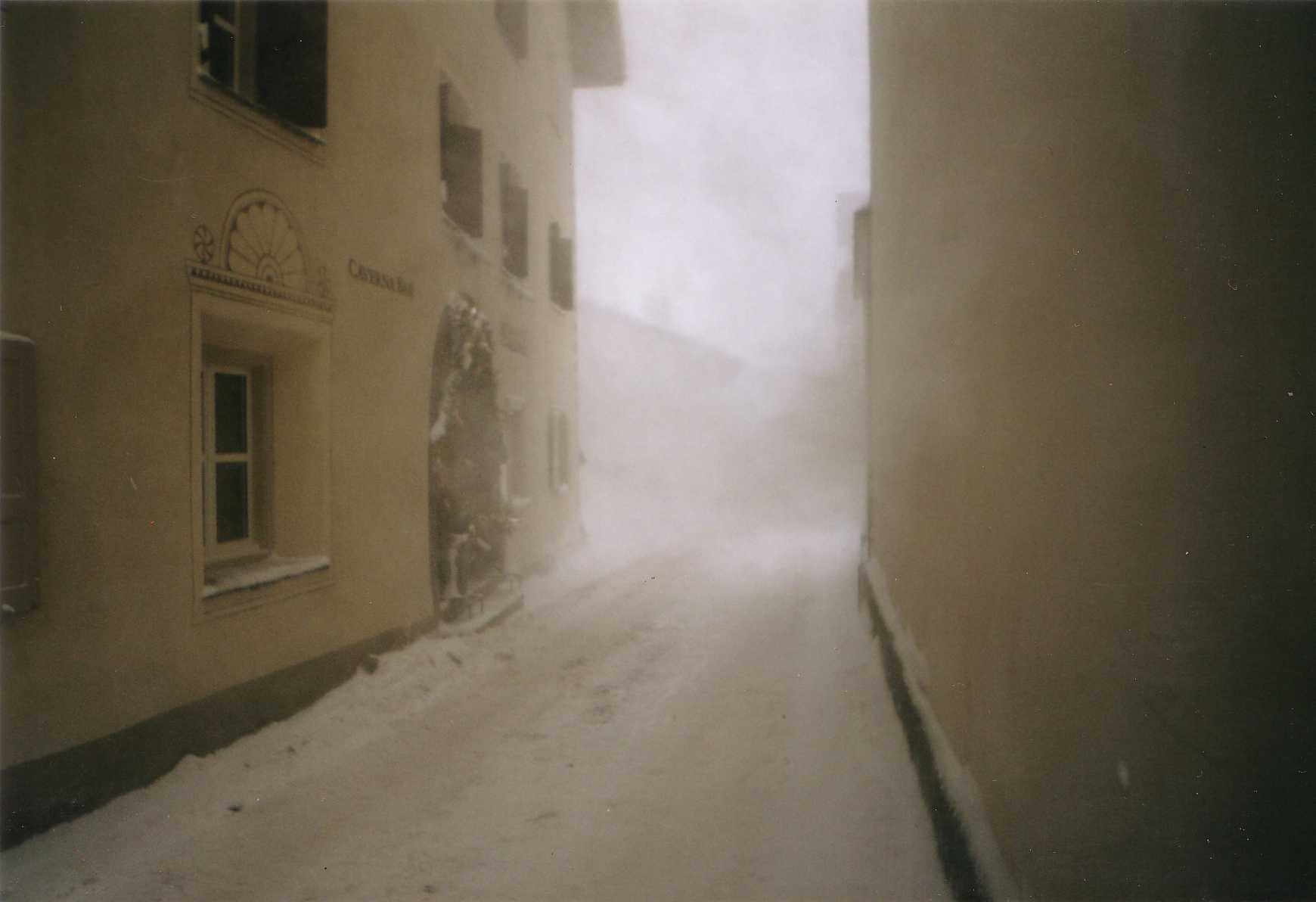
Samedan, hiver 2005.

La commune est connue pour être une des plus froides d'Europe occidentale en hiver. À titre d'exemple, lors de la vague de froid de février 2012, une température de −35,1 °C a été mesurée.
La classification de Köppen classe son climat comme subarctique (Dfc). Entre 1961 et 1990, Samedan a connu en moyenne 95,5 jours de pluie par an et a reçu en moyenne 700 mm de précipitations. Le mois le plus humide a été août, période pendant laquelle Samedan a reçu en moyenne 99 mm de précipitations. Au cours de ce mois, il y a eu une moyenne de 11,5 jours de précipitations. Le mois le plus sec de l'année a été février avec une moyenne de 25 mm de précipitations sur cinq jours.
La température moyenne annuelle est de 1,9 °C ; les températures moyennes mensuelles sont de 12,2°. Le mois de février est le plus froid (-9,1°), tandis que juillet, le plus chaud. La station de l'Office fédéral de météorologie et de climatologie MétéoSuisse est à l'altitude de 1 709 m.
À Samedan, des « lacs d'air froid » peuvent se former et, par conséquent, les nuits peuvent être très froides, surtout en hiver. La température descend en dessous de zéro degré 234 jours de l'année. Même en juillet, il y a en moyenne deux à trois jours de gel. Dans la période normale 1981-2010, les jours d'été n'étaient enregistrés en moyenne que 2,4 jours par an.

## Démographie
En décembre 2020, Samedan avait une population de 2 923 habitants. En 2013, 23,6 % de la population étaient des ressortissants étrangers résidents. Au cours des années 2010-2013, le taux de croissance de la population a été de 1,31 %. Le taux de natalité dans la municipalité, en 2013, était de 8,3 tandis que le taux de mortalité était de 7,0 pour mille habitants.
En 2013, les enfants et les adolescents (0-19 ans) représentaient 18,1 % de la population, tandis que les adultes (20-64 ans) représentaient 64,6 % et les personnes âgées (plus de 64 ans) 17,3 %. 
En 2013, il y avait 1 423 ménages privés à Samedan. Sur les 489 immeubles habités de la municipalité, en 2000, environ 21,9 % étaient des maisons unifamiliales et 47,6 % étaient des immeubles multifamiliaux. Environ 22,5 % des bâtiments ont été construits avant 1919, tandis que 9,4 % ont été construits entre 1991 et 2000. En 2012, le taux de construction de nouveaux logements pour 1 000 habitants était de 31,86. En 2014, le taux de vacance de la commune était de 2,14 %.
Sur les 2 854 résidents fin 2005, 2 300 (81 %) étaient des citoyens suisses.
L'évolution de la population est la suivante :

## Langues
En 2000, la plupart de la population parlait l'allemand (61,5 %), le romanche étant la deuxième langue la plus répandue (16,7 %) et l'italien la troisième (14,9 %). À l'origine, toute la population parlait le dialecte romanche Haut-engadinois ou Putèr. En raison de l'augmentation du commerce avec le monde extérieur, l'usage du romanche a commencé à décliner au XIXe siècle. En 1880, seulement 47 % parlaient le romanche comme première langue, en 1910 45 % et en 1941 42 %. Le pourcentage de locuteurs romanches a chuté jusqu'à ce qu'en 1970, seulement 31 % le parlaient alors comme langue maternelle. Dans les années 1980, les locuteurs romanches ont légèrement augmenté, mais depuis lors, la proportion a diminué. En 2000, 42 % de la population comprenaient le romanche même si ce n'était pas leur langue maternelle. Les langues officielles sont l'allemand et le romanche.

## Politique
Aux élections fédérales suisses de 2015 le parti le plus populaire était l'Union démocratique du centre (UDC) avec 23,8 % des voix. Les trois autres partis les plus populaires étaient le Parti libéral-radical (FDP) (22,5 %), le Parti bourgeois-démocratique (BDP) (19,6 %) et le Parti socialiste suisse (SP) (16,4 %). Aux élections fédérales, 821 votes ont été exprimés et le taux de participation électorale était de 42,3 %.
Aux élections fédérales suisses de 2007, le parti le plus populaire était le SP qui a obtenu 30,6 % des voix. Les trois autres partis les plus populaires étaient l' UDC (28,7 %), le FDP (28,2 %) et le Parti démocrate-chrétien (Suisse) (CVP) (10,4 %).

## Religion
En 1551, Samedan se convertit définitivement à la Réforme protestante. À partir de 1860 environ, les catholiques revinrent ; en 2000, il y avait 49 % de la population réformée, 39 % catholique.

## Éducation
Environ 75,7 % de la population (entre 25 et 64 ans) a terminé soit l'enseignement secondaire supérieur non obligatoire, soit l'enseignement supérieur complémentaire (soit une université, soit une Fachhochschule).
L'Academia Engiadina avec l'École Technique Supérieure de Tourisme (Höheren Fachschule für Tourismus) et le lycée est basée à Samedan. Samedan a également une école de commerce et une école professionnelle commerciale.

## Économie

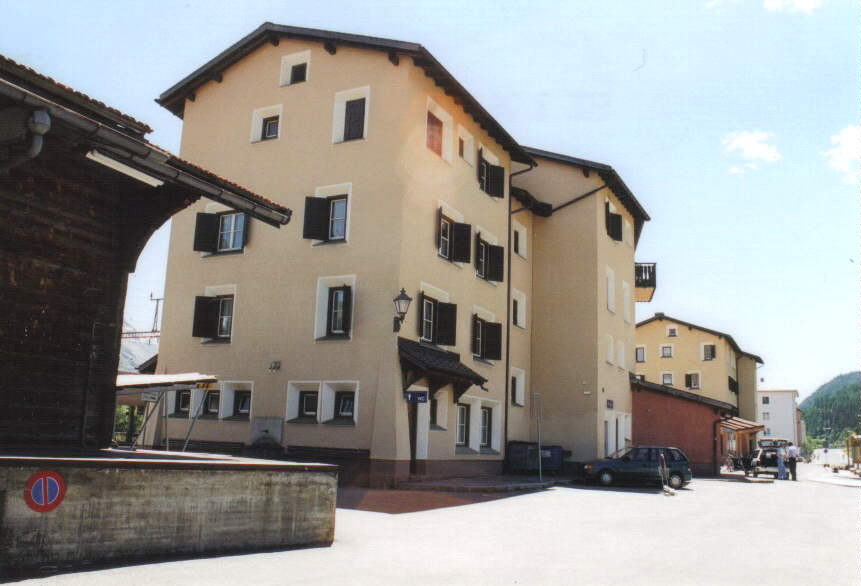
Gare de Samedan.

Comme dans toute la Haute-Engadine, le tourisme revêt une grande importance pour l'économie locale.
Samedan est le seul endroit de la Haute-Engadine à disposer d'un centre de traitement des marchandises pour les Chemins de fer rhétiques. Différentes entreprises se sont installées autour de la gare et dans la zone industrielle. Le chef-lieu de district assume donc également une fonction centrale en Haute-Engadine d'un point de vue économique.
L'Engadiner Post, l'hebdomadaire Engadiner (jusqu'en 2011) et Radio Engiadina sont domiciliés à Samedan. L'hôpital de la Haute-Engadine, le plus gros employeur de la région, y est situé.
En 2012, 2 891 personnes étaient employées dans la municipalité. 26 personnes travaillaient dans huit entreprises du secteur primaire ; le secteur secondaire employait 500 travailleurs dans 51 entreprises distinctes et le secteur tertiaire procurait 2 365 emplois dans 335 entreprises. En 2013, 31,9 % de la population bénéficiait de l'aide sociale.

## Transports

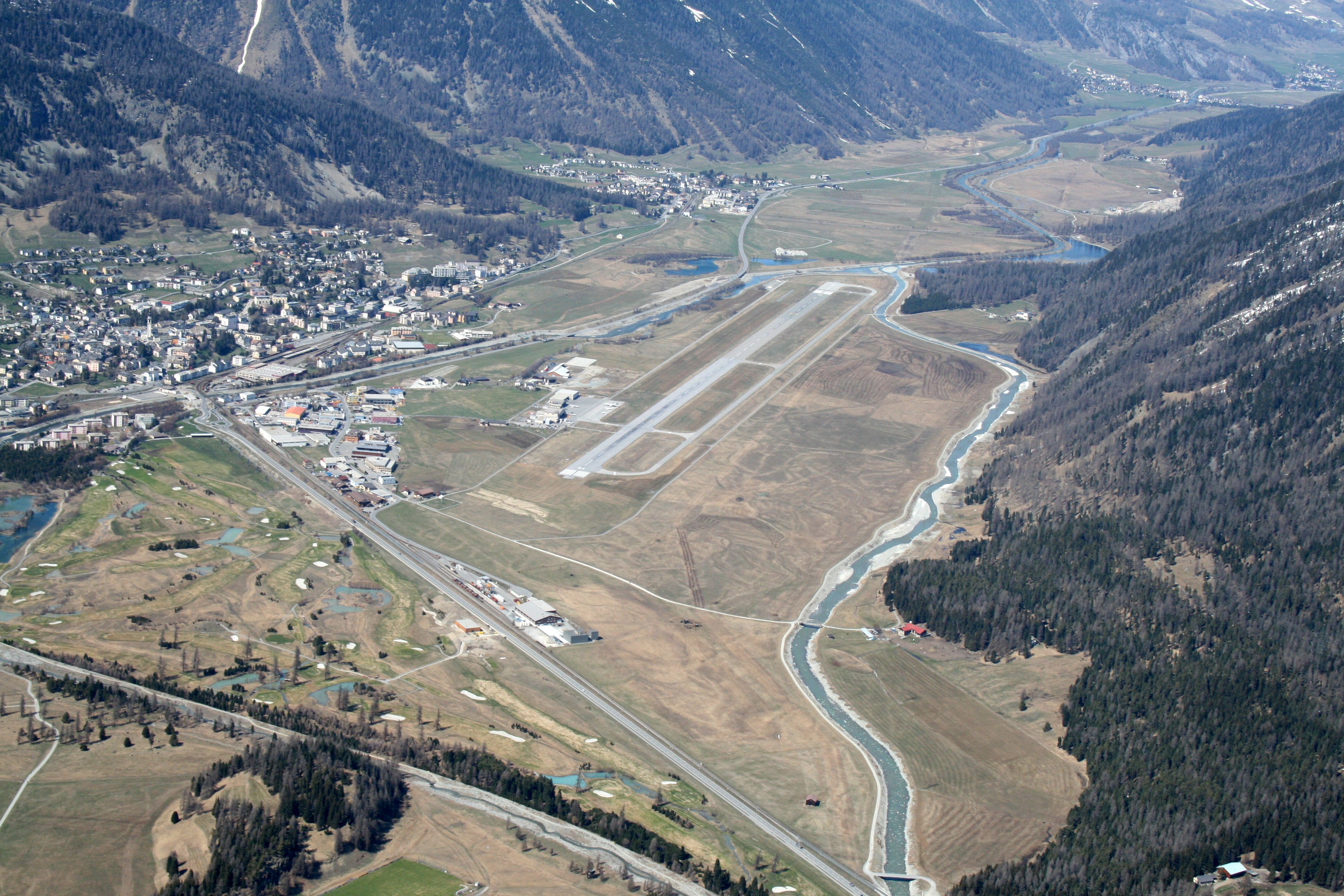
Aéroport de Samedan.

Différentes voies de transport ferroviaire et routier se rencontrent à Samedan : de Saint-Moritz au sud-ouest, de Poschiavo par le col de la Bernina au sud, et de la Basse-Engadine au nord-est. 
Centre administratif de la région de la Haute-Engadine, les services comprennent un hôpital régional (Spital Oberengadin), une grande gare ferroviaire des Chemins de fer rhétiques (RhB) avec des trains réguliers vers Pontresina, Coire et Saint-Moritz, et un aéroport régional, l'aérodrome de Samedan-Engadin. 
L'Aérodrome de Samedan-Engadin dans la plaine à l'est de la ville, le plus haut aéroport d'aviation civile d'Europe avec ses 1 707 m d'altitude, est très utilisé par la jet set de Saint-Moritz, la commune voisine. Il est à usage commercial et militaire. 
Les trains Bernina Express, Samedan – Pontresina – Col de la Bernina – Poschiavo – Tirano, et Glacier Express passent par Samedan, tout comme la ligne ferroviaire RhB Scuol-Tarasp – Zernez – Samedan – Saint-Moritz et celle de Coire – Filisur – Samedan – Saint-Moritz qui permet le transport d'automobiles accompagnées à travers le tunnel de l'Albula jusqu'à Thusis. Les Chemins de fer rhétiques y  exploitent un centre de manutention de fret.
Le chemin de fer de Muottas Muragl est un funiculaire qui mène au refuge du même nom. 
De la route principale 27 (Suisse) qui traverse l'Engadine, la route principale 29 (Suisse) bifurque à Samedan, qui passe par le col de la Bernina dans le Val Poschiavo.

## Base REGA
La garde aérienne suisse de sauvetage (REGA) vole en Engadine depuis 1957 et dispose de sa propre infrastructure sur l'aérodrome de Samedan depuis 1977. Rega 9 est une base montagneuse avec un large éventail de missions, dont la plupart sont des missions dites primaires dans lesquelles un médecin urgentiste et un ambulancier sont transportés par avion sur le site de l'accident pour les premiers soins.
Le long métrage suisse-allemand Heldin der Lüfte a été tourné à Samedan, entre autres, avec le soutien de la REGA.

## Culture
L'église catholique du Sacré-Cœur et la Biblioteca da la Fundaziun de Planta figurent dans l'inventaire suisse des biens culturels d'importance nationale et régionale.

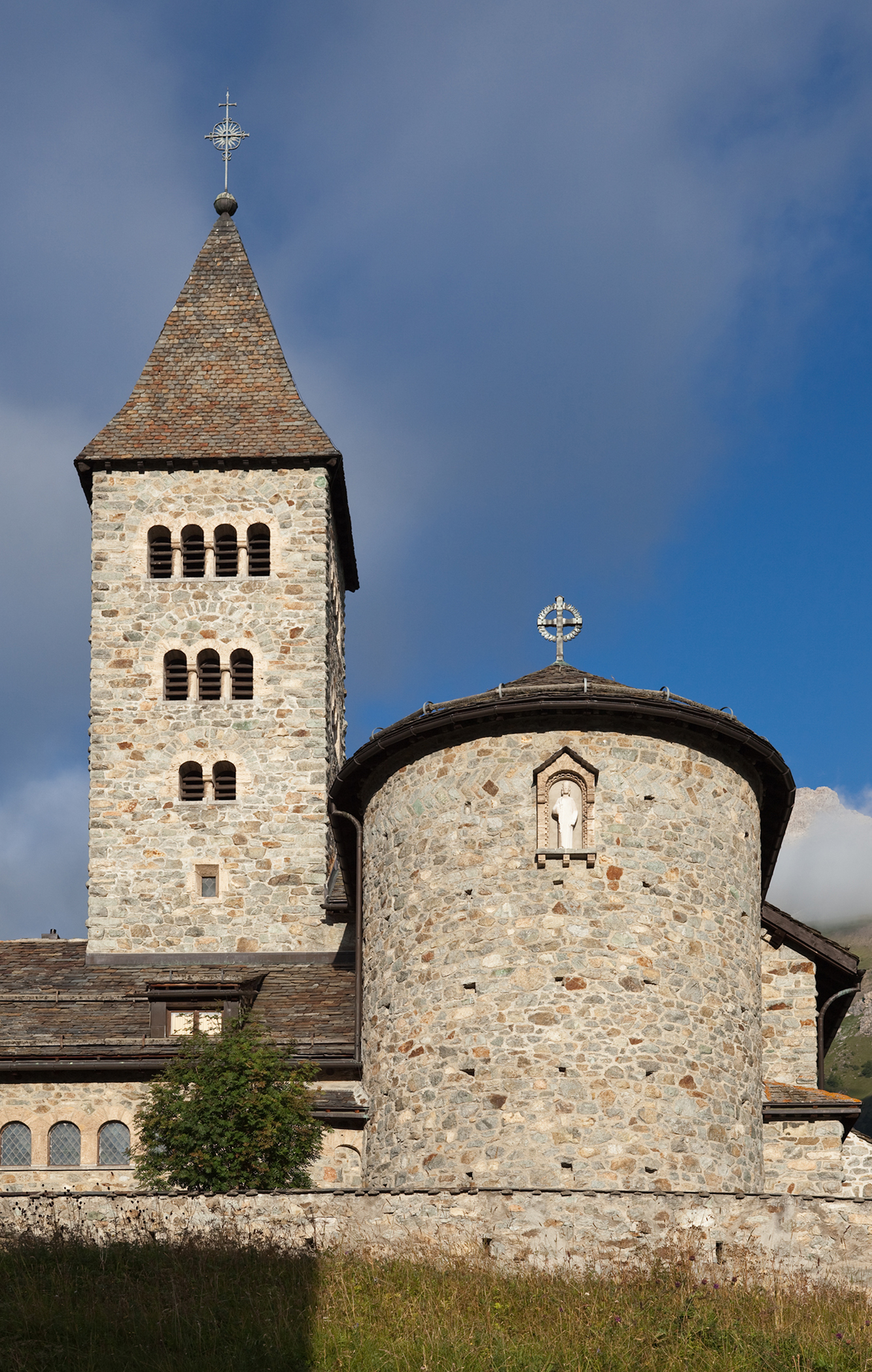
Église catholique du Sacré-Cœur.
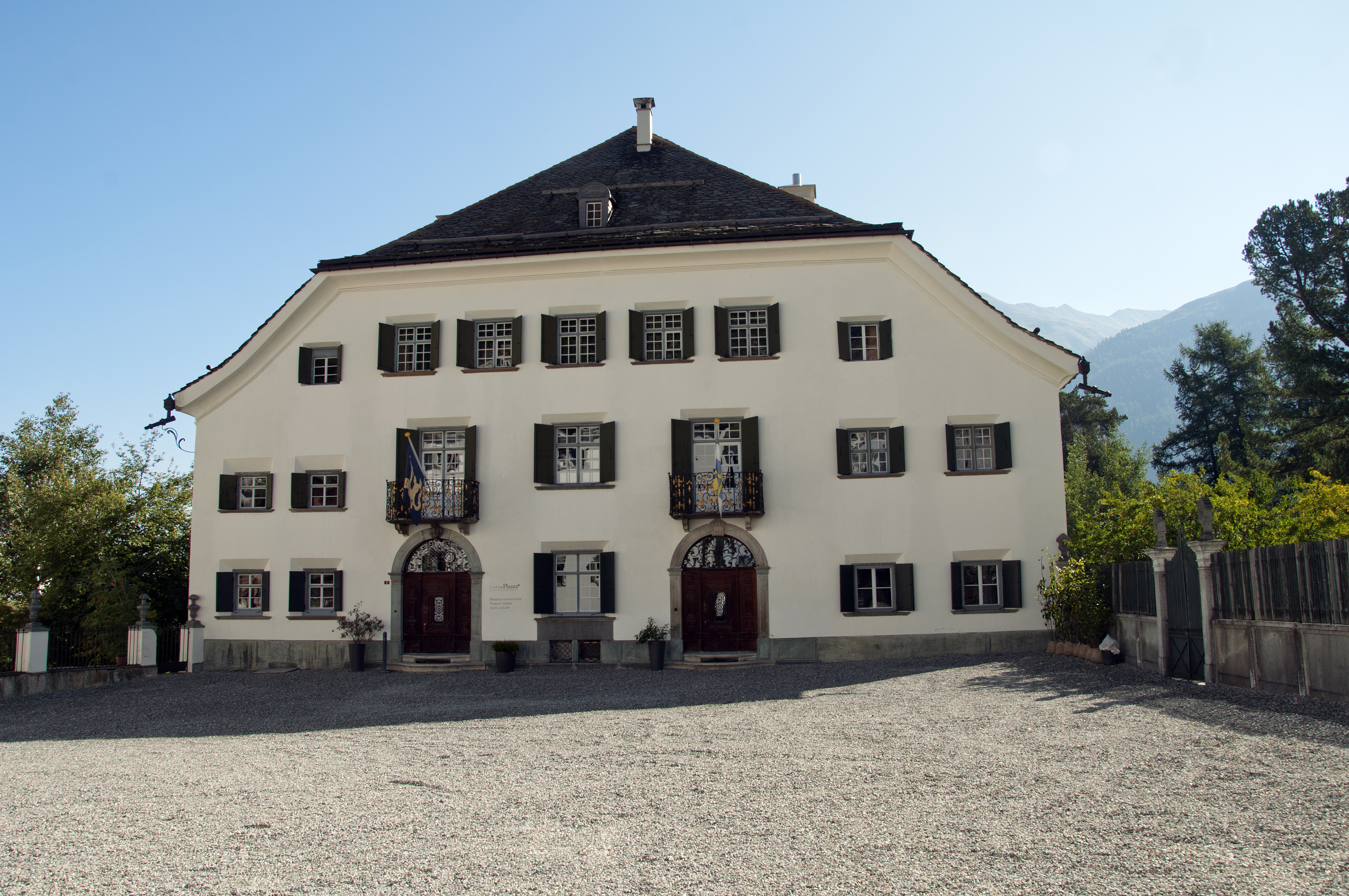
Chesa Planta.

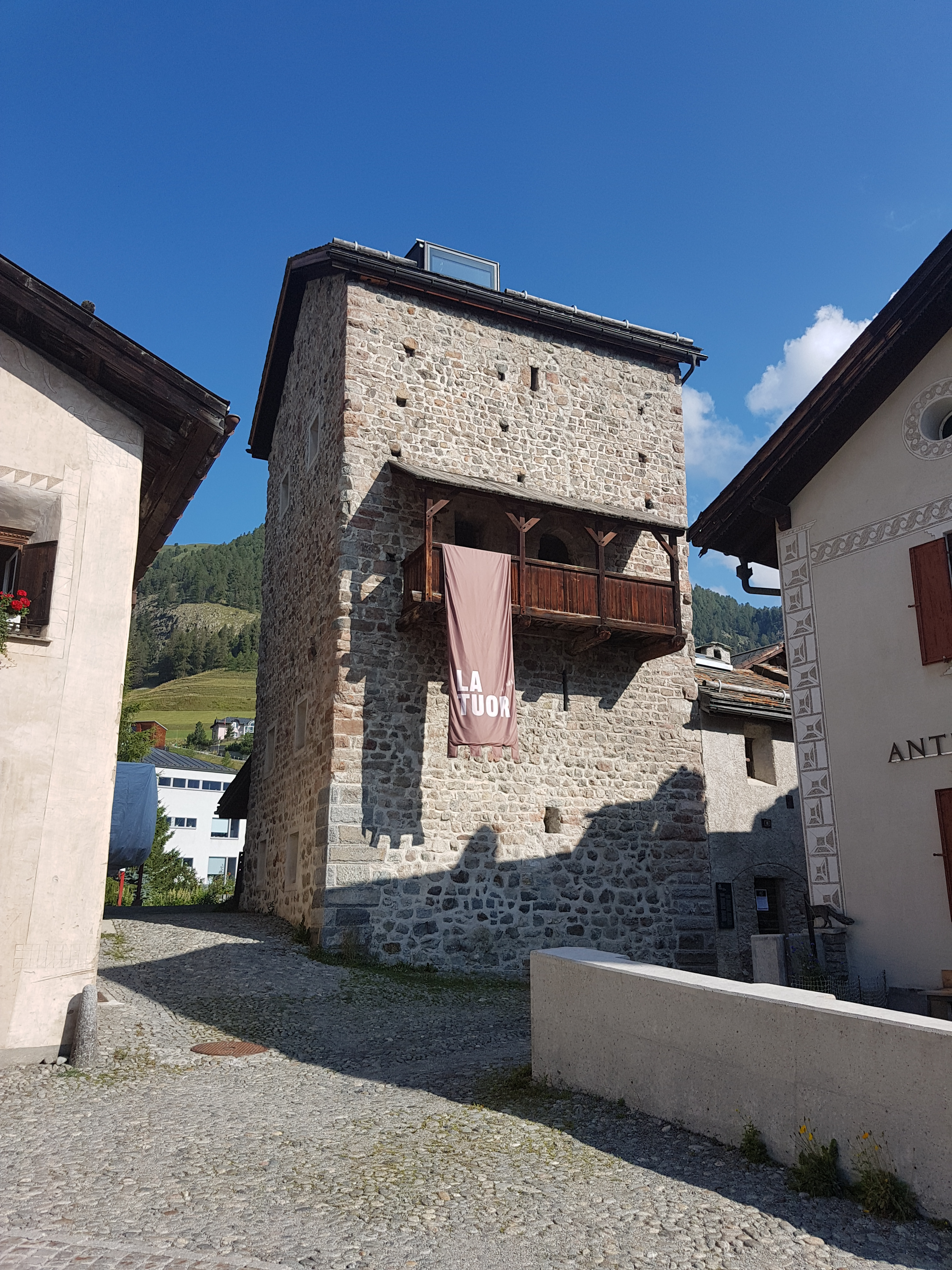
La Tuor.

Les autres monuments et lieux d'intérêt sont :
- L'église San Pietro[3] ;
- Chesa Planta, un bâtiment majestueux qui abrite la Fundaziun de Planta[19], une bibliothèque de littérature rhéto-romane[20] et les archives culturelles de Haute-Engadine[21],[22] ;
- Tour du XIIIe siècle (La Tuor)[3], à usage de centre culturel, située au centre du village ;
- L'Église réformée[3] (classée) ;
- Les Archives culturelles de Haute-Engadine (Archiv culturel d'Engiadin'Ota) ;
- Academia Engiadina, 1997, architecte : giuliani.hönger AG[23] ;
- Badhaus, 2009, Miller & Maranta Architectes[24] ;
- Chesa Flurina[25] ;
- Hôtel de ville[26] ;
- Haus Krone[27] ;
- Hôtel Bernina[28] ;
- Maison des RhB[29].

James Bond s'échappe de la base de Blofeld au Piz Gloria pour rejoindre Samedan dans Au service secret de Sa Majesté (roman) de Ian Fleming où il est secouru par sa future épouse, Tracy.
La militante du XIXe siècle pour les droits des femmes et l'abrogation des Contagious Diseases Acts, Josephine Butler, passa ses vacances à Samedan en 1881, la préférant à Pontresina. Elle se promenait beaucoup avec des amis tandis que son mari, à cause de ses rhumatismes, peignait et dessinait. Il a prêché à l'église protestante locale, qui était en grande partie dirigée par un autre ecclésiastique anglais, M. Eardley.

## Littérature
L'un des plus grands poètes romanches, Gian Battista Sandri est né à Samedan. Au cours des dernières décennies du XIXe siècle, la maison d'édition Simon Tanner y publiait des ouvrages en romanche tels que Sorrirs et Larmas de Gian Fadri Caderas. Les œuvres de Zaccaria Pallioppi sont également publiées à Samedan. En 1983, le linguiste Reto Raduolf Bezzola, connu pour ses études sur Dante Alighieri, décède à Samedan.

## Sports
Station de sports d'hiver spécialisée dans le ski nordique, Samedan accueille le Marathon de l'Engadine (42 km) qui fait partie du circuit Marathon Cup.
Un téléski est en service sur la piste au-dessus du village en hiver. Samedan est un carrefour central dans le réseau de sentiers de l'Engadine. C'est le point de transit et (depuis 2014) de départ de la course de montagne Swiss Irontrail.
Le sentier nature La Senda passe au-dessus du village ; toutes les stations du parcours sont reconnaissables grâce à un guide numérique.
Samedan dispose d'un Bikepacking et d'une piste chronométrée de VTT cross-country.

## Personnalités
- Johannes Badrutt (1819-1889), hôtelier
- Oskar Bernhard (1861-1939), héliothérapeute, médecin, mécène
- Jachiam Tütschett Bifrun (1506-1572), avocat, notaire, maire, juge et premier traducteur de la Bible en Haute-Engadine
- Duri Camichel (1982-2015), joueur de hockey sur glace
- Werner Camichel (1945-2006), bobeur
- Selina Chönz (1910-2000), auteur
- Gianina Ernst (* 1998), sauteur à ski
- Urs Frey (1960-2008), réalisateur de documentaires
- Seraina Friedli (* 1993), footballeuse
- Aita Gasparin (* 1994), biathlète
- Elisa Gasparin (* 1991), biathlète
- Selina Gasparin (* 1984), biathlète
- Michelle Gisin (* 1993), skieuse alpine
- Mark Hardy (né en 1959), joueur canadien de hockey sur glace
- Gerold Hilty (1927-2014), linguiste et professeur d'université
- Andrea Huber (* 1975), skieuse de fond
- Jörg Jenatsch (1596-1639), pasteur et chef militaire
- Steivan Liun Könz (1940-1998), dessinateur, graveur et sgraffiteur
- Ursina Lardi (* 1970), comédienne
- Oscar Mayer (1916-2011), homme politique
- Claudio Micheli (* 1970), joueur de hockey sur glace
- Andrea Robbi (1864-1945), peintre
- Giovanni Segantini (1858-1899), peintre
- Pietro Paolo Vergerio (1498-1565), réformateur et prédicateur italien à Samedan de 1549-1553
- Valeria Zangger (* 1985), musicienne de jazz

## Curiosité
Le plus petit bar à whisky de la planète, établissement détenant la distinction dans le Livre Guinness des records de « plus petit bar sous licence permanente au monde », est situé à Samedan.